# 히메하루촌
히메하루촌(姫治村)은 후쿠오카현 우키하군에 있던 촌이다. 현재의 우키하시의 일부에 해당한다.